# Gazeuse!
Gazeuse! är det sjunde studioalbumet av den progressiva musikgruppen Gong, lanserat 1976 på Virgin Records. Albumet var gruppens första helt instrumentala och det första där Pierre Moerlen kreativa kontroll märks på allvar. Daevid Allen och Gilli Smyth lämnade gruppen inför det föregånede albumet Shamal och när detta album gavs ut hade även gitarristen Steve Hillage lämnat. Hillage ersattes inför albumet av Allan Holdsworth.
I USA ändrades albumets titel till Expresso, vilket förklarar att gruppens nästa album kom att heta Expresso II.

## Låtlista
(kompositör inom parentes)
1. "Expresso" (Pierre Moerlen) – 5:58
2. "Night Illusion" (Allan Holdsworth) – 3:42
3. "Percolations (Part I & II)" (Moerlen) – 10:00
4. "Shadows Of" (Holdsworth) – 7:48
5. "Esnuria" (Moerlen) – 8:00
6. "Mireille" (Francis Moze) – 4:10